# کیم حمس
کیم دزموند هیمز (زاده ۲۴ مارس ۱۹۵۳) یک سیاستمدار استرالیایی است که از سال ۱۹۹۳ تا ۲۰۰۱ و از سال ۲۰۰۵ تا ۲۰۱۷ یکی از اعضای حزب لیبرال در مجلس قانونگذاری استرالیای غربی بود. او به عنوان وزیر در دولت‌های ریچارد کورت و کالین بارنت خدمت کرد و از سال ۲۰۰۸ تا ۲۰۱۶ معاون نخست‌وزیر بارنت بود. حمس در انتخابات ایالتی ۲۰۱۷ از پارلمان بازنشسته شد.
هیمز در پرث از خانواده یونیس (نام خانوادگی جکسون) و رجینالد همز متولد شد. او قبل از رفتن به دانشگاه استرالیای غربی برای تحصیل در رشته پزشکی به مدرسه گرامر گیلدفورد رفت. پس از فارغ‌التحصیلی به عنوان پزشک عمومی که پیشه پدرش نیز بوده، مشغول به کار شد. هامس در سال ۱۹۸۵ به عضویت شورای شهر بیسواتر انتخاب شد.